# Прангер, Манфред
Манфред Прангер (нем. Manfred Pranger, род. 25 января 1978) — австрийский горнолыжник, выступающий в слаломе, чемпион мира-2009.
Прангер трижды участвовал на чемпионатах мира. На чемпионатах 2003 и 2007 он занимал пятые места, а на следующем первенстве стал чемпионов в слаломе. На зимних Олимпийских играх он стартовал только один раз — на Играх 2002 в Солт-Лейк-Сити он не финишировал в слаломе.
Прангер трижды выигрывал этапы кубка мира. Лучшим для него стал сезон 2004/05, когда он показал свой лучший результат в общей классификации (2-е место) и отдельно в слаломе (3-е место).

## Призовые места на этапах кубка мира

### 1-е место
- 18 января 2009, Венген, Швейцария
- 25 января 2005, Шладминг, Австрия
- 23 января 2005, Кицбюэль, Австрия

### 2-е место
- 27 января 2009, Шладминг, Австрия
- 11 января 2009, Адельбоден, Швейцария
- 4 января 2004, Флахау, Австрия

### 3-е место
- 14 марта 2004, Сестриере, Италия
- 15 декабря 2003, Мадонна ди Компильо, Италия
- 23 ноября 2003, Парк Сити, США
- 16 марта 2003, Лиллехаммер, Норвегия

## Зачёт кубка мира

### Общий зачёт
- 2000/01 — 115-е место (15 очков)
- 2001/02 — 48-е место (140 очков)
- 2002/03 — 24-е место (385 очков)
- 2003/04 — 25-е место (347 очков)
- 2004/05 — 20-е место (396 очков)
- 2005/06 — 63-е место (101 очко)
- 2006/07 — 40-е место (207 очков)
- 2007/08 — 86-е место (55 очков)
- 2008/09 — 21-е место (415 очков)

### Слалом
- 2000/01 — 45-е место (15 очков)
- 2001/02 — 15-е место (140 очков)
- 2002/03 — 5-е место (385 очков)
- 2003/04 — 7-е место (347 очков)
- 2004/05 — 3-е место (396 очков)
- 2005/06 — 23-е место (101 очко)
- 2006/07 — 12-е место (207 очков)
- 2007/08 — 31-е место (55 очков)
- 2008/09 — 4-е место (415 очков)